# Bernhard Schuler

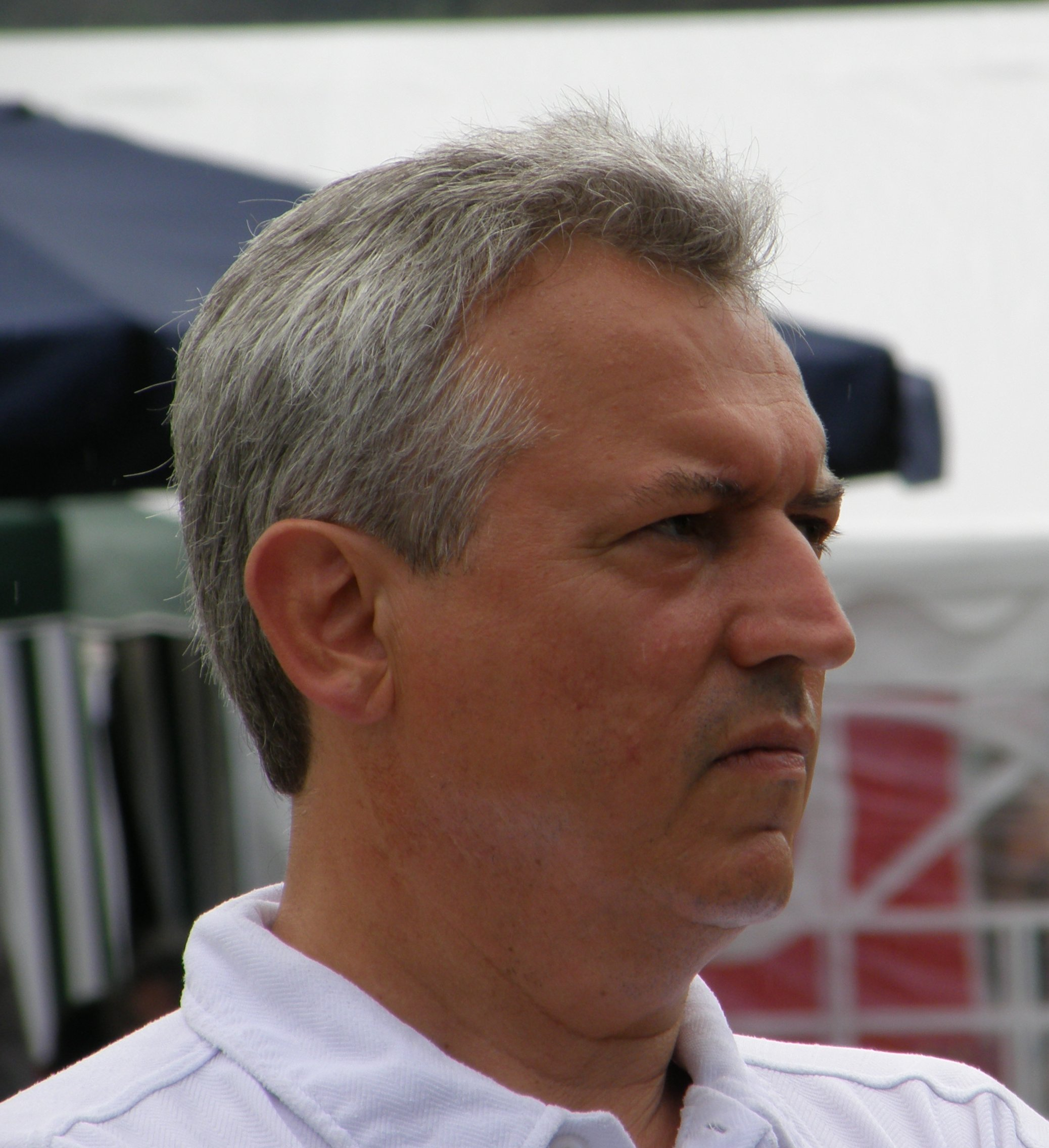
Bernhard Schuler (2009)

Bernhard Schuler (* 2. Januar 1956 in Sigmaringen) ist ein deutscher Politiker. Er war von 1993 bis 2017 Oberbürgermeister der baden-württembergischen Stadt Leonberg.

## Leben
Nach dem Abitur studierte Schuler Rechtswissenschaft in Tübingen. Von 1987 bis 1989 war er Leiter des Umweltschutzamtes des Zollernalbkreises. Anschließend wechselte er in die baden-württembergische Landesregierung und war bis 1992 in der Zentralstelle des Umweltministeriums sowie anschließend als Leiter des Referats Medien, Rechtspolitik und Justiziar im Staatsministerium tätig.
1993 wurde der parteilose Schuler zum Oberbürgermeister von Leonberg gewählt. Sowohl 2001 als auch 2009 wurde er wiedergewählt. Zur Wahl 2017 trat er nicht mehr an; sein Nachfolger wurde Martin Cohn.